# Non rimanere soli
Non rimanere soli è un romanzo di Giorgio Scerbanenco pubblicato nel 1945. L'opera narrativa si distacca dal genere noir che ha reso celebre l'autore. Riparato in Svizzera nel 1943 dopo l'invasione tedesca dell'Italia, Scerbanenco era ospitato nel campo di internamento per stranieri di Büsserach, dove rimase fino alla fine della guerra. Qui concepì il romanzo: trasparenti sono gli spunti autobiografici, traslati nei temi dell'amicizia, delle difficoltà e delle incertezze calati nei tempi violenti del conflitto mondiale. Uscì dapprima a puntate sul Corriere del Ticino dal 15 maggio al 22 settembre, poi in libro lo stesso anno.

## Trama
Federico Navel riesce a costruirsi una posizione nell'azienda milanese Notar nonostante le sue poverissime origini.
Federico conosce una ragazza, Mutti, e tra loro nasce un particolare legame sentimentale. Giovanni, collega e "discepolo" di Federico, condivide con loro una sincera amicizia.
La guerra rompe l'idillio che lega i tre personaggi e li porterà ad affrontare una situazione drammatica.
Tutta la vicenda viene narrata come un flashback poiché Federico è fuggito in Svizzera.

## Edizioni
- Non rimanere soli, Milano, B. Gnocchi, 1945.
- Non rimanere soli, Collana Nova, Il melangolo, 1995,  p. 298, ISBN 88-7018-284-3. - Prefazione di Ermanno Paccagnini, Appendice di Nunzia Monanni («Giorgio Scerbanenco: una cronologia»), Collana Narratori Moderni, Milano, Garzanti, 2003, ISBN 978-88-116-6967-8; Collana Elefanti, Garzanti, 2007, ISBN 978-88-116-8070-3.